# The Best of Me (singolo)
The Best of Me è una canzone rock eseguita e composta dall'artista rock e pop canadese Bryan Adams. pubblicato come prima traccia della seconda compilation di Adams, The Best of Me. 

## Tracce
1. The Best of Me
2. Inside Out (demo)
3. How Do Ya Feel Tonight (demo)

CD single 2
1. The Best of Me
2. Cloud Number Nine (demo)
3. Fearless (demo)

## Classifiche
| Classifica (1999)           | Posizione più alta |
| --------------------------- | ------------------ |
| Austria                     | 37                 |
| Belgio (Fiandre)            | 3                  |
| Canada (Top Singles)        | 10                 |
| Canada (Adult Contemporary) | 2                  |
| Finlandia                   | 9                  |
| Germania                    | 65                 |
| Italia                      | 36                 |
| Nuova Zelanda               | 19                 |
| Paesi Bassi                 | 17                 |
| Regno Unito                 | 47                 |
| Regno Unito (physical)      | 47                 |
| Repubblica Ceca             | 3                  |
| Scozia                      | 44                 |
| Svizzera                    | 31                 |